# ID (flow-warの曲)
「ID」（アイディー）は、flow-warの1枚目のシングル。

## 内容
ギターの杉元一生加入以後の本作は、テレビ東京『最遊記RELOAD』エンディング・テーマで、最大のヒットシングル。

## 批評
CDジャーナルは「ミディアム・テンポでマイナー調であるにもかかわらず、透明感のあるヴォーカルと楽曲のおかげで暗さのない懐深い厳粛な雰囲気を漂わせている」と評した。

## 収録曲
1. ID
作詞：及崎森平　作曲：満園庄太郎　編曲：豊田稔
2. 夜光蟲
作詞：及崎森平　作曲：満園庄太郎　編曲：豊田稔
3. Everyday
作詞：及崎森平　作曲：満園庄太郎　編曲：大島こうすけ
4. ID（inst.）